# Passiflora quelchii
Passiflora quelchii är en passionsblomsväxtart som beskrevs av Nicholas Edward Brown. Passiflora quelchii ingår i släktet passionsblommor, och familjen passionsblomsväxter. Inga underarter finns listade i Catalogue of Life.